# Finale de la Coupe du monde masculine de hockey sur gazon 2023
La Finale de la Coupe du monde masculine de hockey sur gazon 2023 est un match de hockey sur gazon entre la Belgique et l'Allemagne qui se déroule le 29 janvier 2023 au Kalinga Stadium de Bhubaneswar.

## Parcours des équipes
Note : dans les résultats ci-dessous, le score du finaliste est toujours donné en premier.
| Rang | Équipe       | Pts | J | V | N | P | BP | BC | Diff |
| ---- | ------------ | --- | - | - | - | - | -- | -- | ---- |
| 1    | Belgique     | 7   | 3 | 2 | 1 | 0 | 14 | 3  | +11  |
| 2    | Allemagne    | 7   | 3 | 2 | 1 | 0 | 12 | 4  | +8   |
| 3    | Corée du Sud | 1   | 3 | 1 | 0 | 2 | 4  | 13 | -9   |
| 4    | Japon        | 1   | 3 | 0 | 0 | 3 | 2  | 12 | -10  |

| Rang | Équipe       | Pts | J | V | N | P | BP | BC | Diff |
| ---- | ------------ | --- | - | - | - | - | -- | -- | ---- |
| 1    | Belgique     | 7   | 3 | 2 | 1 | 0 | 14 | 3  | +11  |
| 2    | Allemagne    | 7   | 3 | 2 | 1 | 0 | 12 | 4  | +8   |
| 3    | Corée du Sud | 1   | 3 | 1 | 0 | 2 | 4  | 13 | -9   |
| 4    | Japon        | 1   | 3 | 0 | 0 | 3 | 2  | 12 | -10  |

### Belgique
La Belgique commence la coupe du monde en étant l'une des favorites au titre mondial. En effet, les Red Lions sont les tenants du titre de la compétition et étaient classés deuxième au Classement mondial de la FIH au début de cette coupe du monde,.
La Belgique commence son tournoi par une victoire facile 5 - 0 face à la Corée du Sud grâce à cinq buteurs différents. Lors de leur deuxième match, les Red Lions sont tenus en échec par l'Allemagne sur le score de 2 - 2 malgré les buts de Cédric Charlier et Victor Wegnez. Le dernier match de poule des tenants du titre se solde par une victoire 7 - 1 contre le Japon grâce à un quintuplé de Tom Boon et des buts de Cédric Charlier et de Sébastien Dockier. Grâce à cette large victoire, la Belgique termine en première position de la poule B et évite les barrages.
La Belgique continue la compétition par une victoire 2 - 0 contre la Nouvelle-Zélande grâce aux buts de Tom Boon et de Van Aubel. Arrivés en demi-finale, les Belges doivent se confronter à leurs voisins Néerlandais qui étaient venu facilement à bout de la Corée du Sud sur le score de 5 - 1. Après avoir été menée à deux reprises, la Belgique termine le match sur le score de 2 - 2 grâce aux buts de Tom Boon et de Nicolas de Kerpel. Les Red Lions s'imposent finalement aux shoots-outs sur le score de 3 - 2 comme lors de la finale de la Coupe du monde 2018. La Belgique file donc vers sa deuxième finale consécutive pour tenter de décrocher son deuxième titre mondial.

### Allemagne
L'Allemagne entame la compétition en étant classée quatrième au Classement mondial de la FIH,.
La phase de groupe des Allemands a bien démarré avec une victoire sur le score de 3 - 0 face à l'équipe du Japon. Les buteurs de ce match sont Mats Grambusch, Christopher Rühr et Thies Prinz. Lors de leur deuxième match de poule, les octuples champions d'Europe font un match nul contre les tenants du titre belges sur le score de 2 - 2 grâce à un but de Niklas Wellen en plein jeu et de Tom Grambusch sur penalty stroke à la 52e minute. Les Allemands terminent bien leur phase de poule en gagnant 7 - 2 contre la Corée du Sud avec le triplé de Niklas Wellen et les buts de Gonzalo Peillat, de Justus Weigand, de Mats Grambusch et de Moritz Ludwig. Malgré cette large victoire, l'Allemagne termine en deuxième position du groupe B derrière la Belgique.
Les Allemands passent facilement les barrages contre la France avec une victoire 5 - 1 grâce aux buts de cinq joueurs différents. Mais lors de leur quart de finale, les champions du monde de 2002 et 2006 se retrouvent confrontés à l'Angleterre. Ces derniers menaient 2 - 0 à cinq minutes de la fin. Mais l'Allemagne a réagi grâce à Mats Grambusch qui a marqué à la 58e minute et à Tom Grambusch qui a transformé son penalty stroke à la 59e minute. Lors de la séance de shoots-outs, les Allemands ne ratent aucun tir et finissent par s'imposer sur le score de 4 - 3. Lors de leur demi-finale face à l'Australie, l'Allemagne était menée 2 - 0 à la mi-temps. Elle a cependant égalisé grâce à un doublé de Gonzalo Peillat. Mais Kookaburras ont repris l'avantage à deux minutes de la fin du match. À nouveau, les Allemands s'en sortent en marquant deux buts dans les dernières minutes avec un nouveau but de Gonzalo Peillat à la 59e puis de Niklas Wellen à la dernière minute. L'Allemagne se qualifient donc pour la finale grâce à une victoire 4 - 3 contre les leaders du Classement mondial. L'Allemagne part en finale pour la première fois depuis 2010.

## Match

### Résumé
Les Allemands ont le coup d'envoi de cette finale de coupe du monde. Dès la 6e minute, l'Allemagne obtient le premier penalty corner de la rencontre. La Belgique réussi à intercepter le penalty corner ainsi que celui qui a suivi. À la 9e, Tom Boon fait un tir intercepté qui sort des limites du terrain. La Belgique joue vite la rentrée et marque grâce à Florent Van Aubel. Une minute après, sur une contre attaque, la Belgique remarque grâce à Tanguy Cosyns. L'Allemagne appel la vidéo mais le but est quand même accordé et elle perd son appel à la vidéo dès la 10e minute. À la 11e minute, la Belgique a de nouveau une énorme occasion mais le gardien allemand arrête très bien la balle. L'Allemagne entre dans le cercle belge à deux minutes et à 15 secondes de la fin du quart temps mais ne réussit pas à marquer. C'est 2 - 0 à la fin du premier quart temps. Au début du deuxième quart, la Belgique obtient un penalty corner. Les Red Lions tentent une bonne combinaison qui est interceptée. L'Allemagne obtient un penalty stroke à la 19e minute mais ne réussit pas à la convertir grâce à un excellent arrêt de Vincent Vanasch. Les Allemands obtiennent deux penaltys corners à deux minutes de la mi-temps et Niklas Wellen marque sur le deuxième juste avant la mi-temps. La Belgique a une avance sur la possession avec 56 %.
Au début de la deuxième mi-temps, la Belgique se crée une excellente occasion à la suite d'une perte de balle mais l'attaquant belge manque la balle de justesse. L'Allemagne prend la première carte verte du match après 5 minutes dans cette seconde mi-temps. À 6 minutes de la fin du 3e quart temps, Marco Miltkau fait une très bonne déviation qui est stoppée par Vincent Vanasch. L'Allemagne prend de plus en plus de place. Elle gagne un penalty corner et marque avec Gonzalo Peillat. La Belgique commence le quatrième quart temps avec une récupération dans le cercle de Tanguy Cosyns mais qui n'aboutit pas. Quelques instants après, Mats Grambusch marque pour redonner l'avantage à l'Allemagne. Les occasions s'enchaînent pour les Allemands mais pas de concrétisation. À trois minutes de la fin, la Belgique recommence à se créer de bonnes occasions. La Belgique obtient donc un penalty corner à la 58e minute mais qui est contré. Un deuxième puis un troisième sont obtenus et c'est le troisième qui est converti par Tom Boon. La Belgique revient donc au score à une minute trente de la fin du match. C'est parti pour les shoots-outs.
Florent Van Aubel commence et inscrit le premier but de la séance. Niklas Wellen aussi converti son shoot-out. Arthur de Sloover s'élance mais marque après les 8 secondes. Mathias Müller marque pour donner l'avantage aux Allemands. Victor Wegnez rate son tire et l'Allemagne prend de l'avance mais Marco Miltkau rate aussi. Tanguy Cosyns converti son penalty corner et remet la Belgique à hauteur de l'Allemagne. Thies Prinz marque à son tour pour rendre l'avantage à son équipe. Antoine Kina marque le but pour le Belgique. Mats Grambusch a la balle de match mais rate. À la mort subite, Niklas Wellen s'élance pour l'Allemagne et marque. Florent Van Aubel ne doit pas rater et il réussit bien sa mission. Thies Prinz réussit aussi son shoot-out. Tanguy Cosyns rate quant à lui et l'Allemagne remporte son troisième titre mondial.

### Feuille
| 29 janvier 2023 | (2) Belgique      | 3 - 3   | Allemagne (3) | Kalinga Stadium, Bhubaneswar                                          |                                                                       |
| 19h00           |                   | (2 - 1) |               | Arbitrage : Steve Rogers Jakub Mejzlik Arbitre vidéo : Coen van Bunge | Arbitrage : Steve Rogers Jakub Mejzlik Arbitre vidéo : Coen van Bunge |
| 19h00           | Rapport           |         |               | Arbitrage : Steve Rogers Jakub Mejzlik Arbitre vidéo : Coen van Bunge | Arbitrage : Steve Rogers Jakub Mejzlik Arbitre vidéo : Coen van Bunge |
| 19h00           | Tirs au but 4 - 5 |         |               | Arbitrage : Steve Rogers Jakub Mejzlik Arbitre vidéo : Coen van Bunge | Arbitrage : Steve Rogers Jakub Mejzlik Arbitre vidéo : Coen van Bunge |